# Koordinationsrat der Muslime in Deutschland

Logo des Koordinationsrates der Muslime

Der Koordinationsrat der Muslime (KRM) (inoffiziell auch Koordinierungsrat der Muslime; zur Verdeutlichung wird er auch Koordinationsrat/Koordinierungsrat der Muslime in Deutschland genannt) wurde 2007 als Arbeitsplattform der vier größten islamischen Organisationen in Deutschland im Rahmen der Deutschen Islamkonferenz gegründet. Es ist umstritten, wie viele der in Deutschland lebenden Muslime der KRM vertritt. Die Mehrheit der Moscheegemeinden in Deutschland ist im KRM über seine Mitgliedsorganisationen vertreten.

## Mitglieder
Zu den Gründungsmitgliedern gehören seit 2007:
- Türkisch-Islamische Union der Anstalt für Religion (DITIB)
- Zentralrat der Muslime in Deutschland (ZDM)
- Islamrat für die Bundesrepublik Deutschland (IRD)
- Verband der Islamischen Kulturzentren (VIKZ), am 20. Oktober 2023 aus dem Koordinationsrat ausgetreten[4]

Im Jahr 2019 wurde der KRM um die folgenden Moscheevereinigungen erweitert:
- Zentralrat der Marokkaner in Deutschland (ZRMD)
- Union der islamisch-albanischen Zentren (UIAZD)

Die Islamische Gemeinschaft der Bosniaken in Deutschland (IGBD) bekundete ihr Interesse an einer Mitgliedschaft im KRM. Auf der Homepage des KRM wird die IGBD nicht als Mitglied geführt.

## Organisation

### Status
Die Zusammenarbeit im KRM beruht auf einer gemeinsamen Geschäftsordnung, die durch die vier Gründungsmitglieder am 28. März 2007 zuerst unterzeichnet wurde.
Damit handelt es sich beim KRM nicht um einen eingetragenen Verein, er besitzt also keine eigenständige Rechtspersönlichkeit.

### Struktur
Das Tagesgeschäft des KRM wird durch die jeweilige Sprecherfunktion koordiniert. Es ist nicht bekannt, ob der KRM eigenes Personal hat oder ob Mitgliedsverbände ihr Personal in den KRM entsenden. Im Jahr 2008 bemängelte die Islamische Zeitung, dass der KRM keine Angestellten, kein Budget, kein Lobby-Büro in Berlin, keine eigene Webseite und kaum eine klar ausgearbeitete Programmatik habe. Ob der KRM inzwischen als eigene Organisation handelt oder vorwiegend eine Koordinierungsfunktion hat, ist nicht bekannt.
Im Juli 2019 wurde ohne Angabe weiterer Details der Aufbau von Landesstrukturen angekündigt.

### Geschäftsordnung
Die Geschäftsordnung gibt der DITIB ein Vetorecht und drei stimmberechtigte Vertreter, während die anderen Verbände jeweils nur zwei Vertreter haben. Weiter heißt es darin:
- „Mitglieder auf Bundesebene können nur Dachorganisationen oder Spitzenverbände werden […] Über die Aufnahme entscheidet die Mitgliederversammlung. Eine Ablehnung der Mitgliedschaft braucht nicht begründet zu werden.“
- „Der Koordinationsrat bekennt sich zur freiheitlich-demokratischen Grundordnung der Bundesrepublik Deutschland.“
- „Koran und Sunna des Propheten Mohammed bilden die Grundlagen des Koordinationsrats. Dieser Grundsatz darf auch durch Änderungen dieser Geschäftsordnung nicht aufgegeben oder verändert werden.“

Eine im Jahr 2007 geplante Weiterentwicklung der Geschäftsordnung zu einer verbindlichen Satzung erfolgte nicht.

### Sprecher
Die Rolle des Sprechers des Koordinationsrates wechselt im halbjährlichen Turnus zum 1. April und zum 1. Oktober und wird von den Mitgliedsorganisationen gestellt. Derzeit (November 2023) ist Laurent Ibra (Union der Islamisch-Albanischen Zentren in Deutschland) Sprecher.
Seit April 2021 war Erol Pürlü (VIKZ) Sprecher des KRM. Er folgte damit auf Lirim Ziberi (UIAZD), Burhan Kesici (IRD) und Zekeriya Altuğ (DITIB).

### Rechtliche Anerkennung als Religionsgemeinschaft
Es ist nicht bekannt, dass der Koordinationsrat selbst den Status einer Religionsgemeinschaft anstrebt. Dies ist in Deutschland aufgrund der im Regligionsverfassungsrecht vorherrschenden Landeszuständigkeit ohnehin nur durch die Bundesländer möglich. Jedoch will der KRM laut seiner Geschäftsordnung „gemeinsam mit den bereits bestehenden muslimischen Länderstrukturen sowie den vorhandenen Lokalstrukturen an der Schaffung rechtlicher und organisatorischer Voraussetzungen für die Anerkennung des Islams in Deutschland im Rahmen von Staatsverträgen“ wirken. Unabhängig von der Frage ob der Koordinationsrat einen Status als Religionsgemeinschaft überhaupt anstrebt, äußerte Volker Beck im April 2007 die Meinung, dass der KRM noch nicht die Voraussetzungen einer Religionsgemeinschaft gemäß Art. 140 GG erfülle: „… ein reiner Dachverband ist nach unserem Recht noch keine Religionsgemeinschaft und erfüllt noch lange nicht die Voraussetzungen einer Körperschaft.“

## Ansprechpartner der Politik für "die Muslime" und eigener Vertretungsanspruch
Ziel und Zweck des Koordinationsrates ist nach § 2 seiner Geschäftsordnung, die Vertretung der Muslime in der Bundesrepublik zu organisieren und der Ansprechpartner für Politik und Gesellschaft zu sein.
Die Präambel der KRM-Geschäftsordnung bekräftigte Absicht, „eine einheitliche Vertretungsstruktur der Muslime in der Bundesrepublik“ zu schaffen.

### Vertretungsanspruch über die Mitgliedsorganisationen
Der Koordinationsrat vertritt über seine Mitgliedsorganisationen hauptsächlich sunnitische, über den Zentralrat der Muslime (ZMD) auch schiitische, Muslime.
Der Koordinationsrat vertrat zur Zeit seiner Gründung von den damals 3,8 bis 4,3 Millionen Muslimen in Deutschland über seine Mitgliedsvereine etwa 300.000. Hinzu kommen eine unbekannte Anzahl von Mitgliedern im Rahmen der Erweiterung 2019.
- DITIB: ca. 960 Mitgliedsmoscheen[16], 110.000[17] – 140.000[18] Mitglieder
- Islamrat: ca. 400 Mitgliedsmoscheen, 80.000[18] – 140.000[17] Mitglieder
- ZMD: ca. 300 Mitgliedsmoscheen[19], 20.000[17] – 30.000[18] Mitglieder
- VIKZ: ca. 300 Mitgliedsmoscheen, 24.000[17] – 30.000[18] Mitglieder
- ZRMD: ca. 50 Mitgliedsmoscheen, ca. 150 weitere assoziierte Moscheegemeinden, unbekannte Anzahl von Mitgliedern
- UIAZD: ca. 30 Mitgliedsmoscheen, unbekannte Anzahl von Mitgliedern

Nicht vertreten im KRM sind u. a. (nach Zahl der Mitgliedsgemeinden sortiert):
- Die Islamische Gemeinschaft Millî Görüş (IGMG) mit ihren ca. 320 Mitgliedsgemeinden. Sie dominiert allerdings das KRM-Mitglied Islamrat.
- Die vorwiegend in der Alevitischen Gemeinde Deutschland (AABF) organisierten Aleviten mit ihren 160 Mitgliedsgemeinden[20] und ca. 700.000 Mitgliedern[21]. Es ist unter den Mitgliedern allerdings umstritten, ob sie sich selbst als Muslime betrachten.
- Die Islamische Gemeinschaft der schiitischen Gemeinden Deutschlands (IGS) als bedeutendster Vertretung der Schiiten in Deutschland mit ca. 150 Mitgliedsgemeinden[22].
- Die Islamische Gemeinschaft der Bosniaken in Deutschland (IGBD) mit 76 Mitgliedsmoscheen[23]. Die IGBD hat jedoch ihr Interesse an einer Mitgliedschaft im KRM bekundet.[5] Außerdem ist die IGBD mit ihrem Beobachterstatus im ZMD und als Mitglied des Islamrats bereits mehrfach indirekt im KRM vertreten.
- Das Bündnis Malikitische Gemeinde Deutschland (BMG) mit bis zu 90 Mitgliedsgemeinden[24].
- Die Ahmadiyya Muslim Jamaat (AMJ) mit ihren über 50 Moscheen in etwa 225 lokalen Gemeinden und ca. 50.000 Mitgliedern[25].
- Der Liberal-Islamische Bund (LIB), der mit seinen ca. 5 Mitgliedsgemeinden liberale Muslime vertritt.
- Verbandsunabhängige Moscheegemeinden und muslimische Glaubenszusammenschlüsse.

### Wahrgenommene Vertretung durch Muslime in Deutschland selbst
In der Gründungsphase wurden laut dem damaligen KRM-Sprecher Köhler „schätzungsweise 85 Prozent“ der Moscheegemeinden in Deutschland vertreten. Laut der Studie des BAMF "Muslimisches Leben in Deutschland 2008" kannten jedoch im ersten Halbjahr 2008 erst 10 Prozent der Muslime in Deutschland den KRM. Laut der 2021 veröffentlichten Nachfolgerstudie "Muslimisches Leben in Deutschland 2020" sehen sich 32 % der muslimischen Religionsangehörigen in Deutschland durch einen der Mitgliedsverbände des KRM ganz oder teilweise vertreten. Davon abzugrenzen ist der höhere Anteil der muslimischen Religionsangehörigen, die Moscheegemeinden zum Gebet oder für soziale Veranstaltungen aufsuchen, ohne dass sie sich durch diese notwendigerweise vertreten sehen. 30,4 % der muslimischen Religionsangehörigen in Deutschland besuchen mindestens ein paar Mal im Monat eine religiöse Veranstaltung, 26,9 % der muslimischen Religionsangehörigen hingegen nur ein paarmal im Jahr und 35,2 % niemals.

### Ansprechpartner für die Politik
Schon seit langem wurde von deutschen Politikern die Gründung eines Dachverbandes der in Deutschland lebenden Muslime gefordert, der als einheitlicher Ansprechpartner für die Politik dienen und die rechtliche Anerkennung der organisierten Muslime als Religionsgemeinschaft und darüber hinaus als Körperschaft des öffentlichen Rechts erleichtern sollte. Dies wird hingegen von manchen als kontraproduktiv betrachtet. Andererseits lädt das Bundesinnenministerium neben anderen Religionsgemeinschaften als Vertretung der Muslime seit der Erweiterung des KRM bisweilen ausschließlich diesen ein (zuletzt im Zuge der Corona-Pandemie) und erkennt damit indirekt einen zumindest weitgehenden Vertretungsanspruch an. In der Deutschen Islamkonferenz treten die islamischen Organisationen in Deutschland normalerweise jedoch einzeln auf, obwohl der KRM aus der Arbeit in der Deutschen Islamkonferenz vorging.

### Kritik
Im Jahr 2007 kritisierte die damalige Islam-Beauftragte der SPD, Lale Akgün, dass der Koordinationsrat vor allem konservative Muslime vertrete und nicht für die Gesamtheit der Muslime in Deutschland sprechen könne. Bisweilen wurde der Vertretungsanspruch als Alleinvertretungsanspruch verstanden, der muslimische Vertretung außerhalb des KRM ausschließen möchte. Ebenfalls im Jahr 2007 kritisierte Seyran Ateş: „Die meisten Islamverbände vertreten einen fundamentalistischen, strengen Islam.“ Auch Volker Beck riet zur Vorsicht im Umgang mit den überwiegend konservativen und fundamentalistischen Kräften innerhalb des KRM, obwohl er für eine Perspektive der Gleichberechtigung plädierte.

## Stellungnahmen des KRM
- Der KRM forderte am 13. April 2007 die sofortige Freilassung der deutschen Geiseln im Irak.[34]
- In einem Interview vor dem 2. Treffen der Islamkonferenz erklärte der KRM-Sprecher, muslimische Eltern bei der Forderung nach einem getrennten Sportunterricht unterstützen zu wollen,[35] und erntete dafür starke Irritationen und Kritik.[31][36][37]
- Im Sommer 2008 einigten sich erstmals die im KRM vertretenen Verbände auf eine gemeinsame Berechnungsgrundlage für Beginn und Ende des Fastenmonats Ramadan[38] und schufen damit die Voraussetzung, dass zum ersten Mal nahezu alle Muslime in Deutschland den Ramadan und das anschließend Fest des Fastenbrechens zur selben Zeit begehen.
- Im Frühjahr 2012 kritisierte der Koordinationsrat der Muslime Äußerungen des neuen Bundespräsidenten Joachim Gauck.[39] Gauck hatte den Satz seines Vorgängers „Der Islam gehört zu Deutschland“ diskutiert.
- Im Juni 2012 kritisierte der KRM ein Urteil des Landgerichts Köln, das die Beschneidung männlicher Säuglinge oder Kinder als strafbare Körperverletzung erkannte.[40] (Zur Rechtslage in Deutschland siehe hier.)
- Am 15. November 2015 verurteilten die vier KRM-Mitglieder und vier weitere Verbände die „niederträchtigen und barbarischen“ Terroranschläge am 13. November 2015 in Paris: „Die Mörder von Paris irren, wenn sie glauben, sie seien die Vollstrecker eines göttlichen Willens. Terror steht in gänzlichem Widerspruch zur Barmherzigkeit Gottes.“[41] KRM-Sprecher Zekeriya Altug sagte in Köln, nach den Anschlägen von Paris müsse die Botschaft hierzulande lauten: „Wir stehen zusammen im Schulterschluss gegen diejenigen, die uns auseinander dividieren wollen.“[42]
- 27. Januar 2020: Erklärung aus Anlass des 75. Jahrestags der Befreiung des Konzentrationslagers Auschwitz (Gemeinsame Stellungnahme mit anderen Religionsgemeinschaften).[43]
- Am 3. November 2020 verurteilte der KRM die Terror-Anschläge von Wien im Rahmen einer Pressemitteilung.[44]